# ヨシフ・ゴシケーヴィチ
ヨシフ・アントノヴィチ・ゴシケーヴィチ（ベラルーシ語：Язэп Антонавіч Гашкевіч；ロシア語: Ио́сиф Анто́нович Гошке́вич 、1814年4月28日 - 1875年5月3日）は、ロマノフ朝ロシア帝国の外交官、東洋研究家。ベラルーシ人。ロシア帝国の初代日本駐在領事である。姓はゴシケヴィッチとも表記される。
※以下、日付は主として露暦（ユリウス暦）による。

## 略歴
1814年、ベラルーシのミンスク県レチツァ郡ヤキモヴォ・スロボダ（現ベラルーシ共和国ゴメリ州）で、ロシア正教会の神父の子として生まれる。ミンスク神学校を経て、1839年にサンクトペテルブルク神学校を卒業。翌年から1848年までロシア宣教師団の一員として、北京に駐在する。駐在中、中国語・漢字を学ぶ。帰国後、ロシア外務省アジア局に入り、1852年からエフィム・プチャーチン海軍中将率いる日本派遣使節団に中国語（漢文）通訳として加わった。この後、日本人、橘耕斎から日本語を学ぶ。帰国途中、樺太沖でイギリス軍艦に拿捕され（当時、クリミア戦争により英露は敵対関係にあった）、戦争が終わるまでの9ヶ月間、艦内で抑留生活を送る。この間、橘とともに和露辞典『和魯通言比考』を作成した。この和露辞典は帝国科学アカデミーのデミードフ賞受賞対象となり、金メダルを授与された。1857年12月21日、日本語の知識を認められ、アレクサンドル・ゴルチャコフ外相から初代駐日領事に任命された。

### 駐日領事
1858年10月24日、妻と母、宣教師イワン・マホフ、医師ゼレンスキーなどを伴ない、シベリアを経て、軍艦ジギット号で箱館（現・函館市）に着任。当初は実行寺を仮領事館とするが、1860年、現在の函館ハリストス正教会敷地内に領事館を建設する。箱館奉行竹内保徳・村垣範正らと交流し領事任務に従事する一方、駐在武官とは折り合いが悪く、ナジモフ海軍大尉を帰国させたりしている。
1861年に起きたポサードニク号（艦長:ニコライ・ビリリョフ海軍中尉）による対馬占領事件の際にも、暴走しがちな海軍の方針を横目に、幕府側との冷静な対応に努め、カウンターパートである外国奉行の村垣や小栗忠順と交渉。ポサードニク号を対馬から退去させることを約した。その後、老中安藤信正の依頼を受けた英国公使ラザフォード・オールコックらが介入の姿勢を見せたことで、ロシア海軍の作戦は完全に失敗。ビリリョフもゴシケーヴィチの説得に応じ、対馬を退去した。同年総領事に昇格。
その後も主に箱館の領事館に滞在し、日本に関する情報を本国外務省へ定期的に送る一方、サハリン領有を目指して調査・日本との交渉を行うが、日露雑居地であったサハリンの領有問題はゴシケーヴィチ時代には解決しなかった（1875年の樺太・千島交換条約で決着）。1862年9月20日（文久2年閏8月9日）にはロシア人としては初めて将軍徳川家茂に謁見を許される。しかし、この頃から任務への疲れや相変わらずの駐在武官との対立などもあり、しきりに外務省に対して離任願・本国帰還を求めるようになっていく。この間にも外国奉行柴田剛中と横浜鎖港問題で交渉。1864年6月には帰国許可が出るが、1865年2月には箱館領事館の火災焼失などもあり、同年4月ようやく後任に領事館運営を托して帰国の途についた。

### 帰国後
帰国後はかつて対立した武官らの讒言により海軍省から糾弾されるが、数少ない理解者ゴルチャコフ外相が擁護した。日本駐在時代に自らが提案した日本人ロシア留学生の教育係を務めた後、1867年に退官する。ベラルーシ・ヴィリノ県（現ベラルーシ共和国グロドノ州オストロヴェツ地区）の領地に戻り、中国語・日本語の研究を行い、『日本語の語源について』を執筆する。
1875年、ヴィリノ（現リトアニア共和国の首都ヴィリニュス）で死去した。函館とベラルーシのオストロヴェツに記念碑がある。

## 人物
- アマチュアの写真家でもあり、箱館で木津幸吉や横山松三郎に写真術を教えている。
- 木津幸吉には洋服を仕立てさせたり、毛生え薬を与えている（木津は禿げていた）[7]。
- 昆虫の研究も行っており、サトキマダラヒカゲの学名 "Neope goschkevitschii" は彼の名前が元になっている。
- 1855年下田滞在中に、橘甲斎の密航の手助けをした。
- 夫人は1864年、箱館で死去し、箱館の外国人墓地に埋葬された。同墓地には平成5年に建てられた墓碑がある[11]。